# Королевские военно-воздушные силы Югославии
Югославские королевские ВВС (серб. Југословенско краљевско ратно ваздухопловство — ЈКРВ) — военно-воздушные силы Королевства Югославии, существовавшие в период 1918—1941 годов как часть югославской королевской армии.

## История
Югославские королевские ВВС были созданы на основе Сербской военной воздушной службы, которая была создана одними из первых ВВС в мире и принимала участие в обеих Балканских войнах. Во время Первой мировой войны и оккупации Сербии Австро-Венгрией, сербские ВВС выжили, отправившись в нейтральную Грецию, где проходили обучение при помощи французских ВВС. С образованием после окончания войны Королевства Сербов, словенцев и хорватов, костяк ВВС нового государства составили данные силы, помимо которых в состав ВВС набирали людей из других частей новообразованного королевства. Материальная часть в своем большинстве состояла из трофейных австро-венгерских машин. В начале 1919 года командование ВВС было сформировано в Нови-Саде, и именно там располагались одна эскадрилья и пилотная школа. По одной эскадрилье было развернуто в Сараево, Загребе и Скопье и по одному звену в Мостаре и Любляне.
В том же 1919 году были созданы 4 воздушных округа, базирующиеся в Сараево, Скопье, Загребе и Нови-Сад. В следующем году был создан авиационный департамент при Военном министерстве. Авиационный округ в Нови-Саде был переименован в 1-е авиационное командование с истребительной эскадрильей, разведывательной школой, школой для офицеров запаса (студенческая подготовка), а авиационный округ в Мостаре во 2-е авиационное командование, состоящее из пилотской школы. В дополнение к этому, 1 и 2 авиационные командования были прикреплены к армейским эскадрам. В Нови-Саде (Петроварадин) был создан авиационный арсенал.
С 1922 года Военно-воздушные силы были разделены на авиационную (разведывательная, истребительная и бомбардировочная авиация) и воздухоплавательную (воздушные шары) авиацию. До 1921 года были сформированы школы профессиональной подготовки наземного персонала и разведывательных пилотов в Нови-Сад (для офицеров), и пилотов в Мостаре (для унтер-офицеров), в 1921 году сформирована школа для офицеров запаса военно-воздушных сил в Валево и школа механиков унтер-офицеров в Петроварадине.

## Развитие в 1923—1939 годах

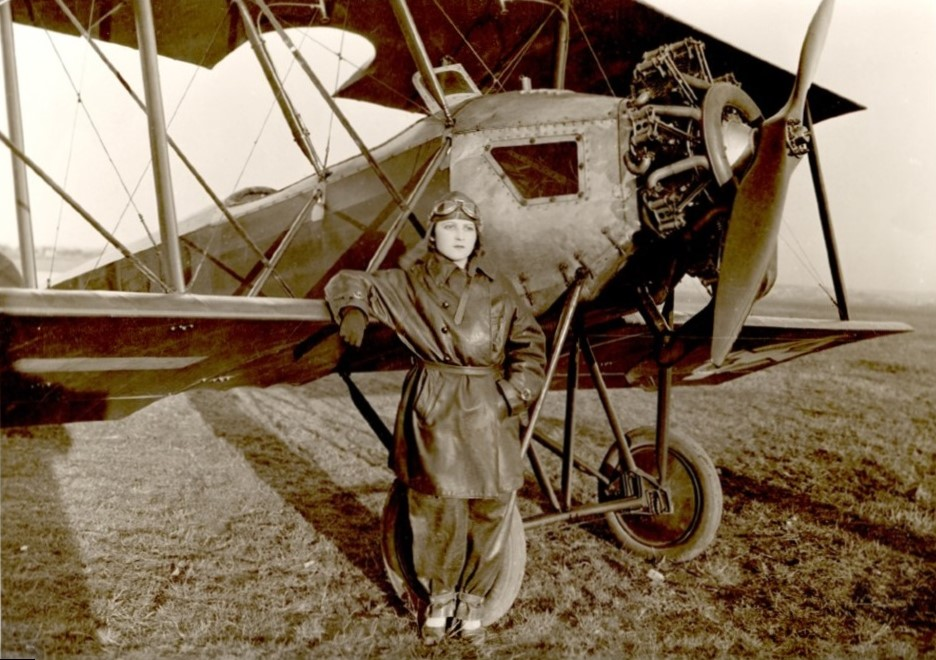
Первая югославская лётчица, Даница Томич, возле своего Hanriot HD.320, 1928 год

В 1923 году гидроавиация была выделена и переподчинена командованию Военно-морских сил, а авиационный арсенал был переименован в Авиационный технический институт. В 1927 году были созданы авиационные командования по месту дислокации армейских округов. Тогда из 1-го и 2-го воздушного командования и воздушного областного командования были сформированы полки смешанного состава в 2-3 воздушные группы. В 1930 году полки были развернуты в воздушные бригады в 2-3 полка. В 1937 году произошло разделение на летные и нелетные подразделения с созданием авиационных баз, отвечающих за материально-техническую поддержку. Так появились авиационные базы 1 ранга, для обслуживания авиационного полка, 2-го или 3-го ранга обслуживания авиационных групп или специальных эскадрилий.
В Нови-Саде в 1925 году было сформировано командование профессиональных учебных заведений. В 1936—1937 годах среди личного состава морской авиации была проведена переподготовка механиков, электриков и радистов в целях повышения опыта. Позже, в 1938 году, часть унтер-офицеров переквалифицировали в механиков в авиационной школе в Дивулье.
Обучение пилотов было ориентировано на технику пилотирования и не охватывало тактическую подготовку. Теоретическая подготовка офицеров оставалась на зимний период.
Указ о создании военно-воздушных сил в 1939 году предусматривал создание: Штабное командование армейской авиации (Генеральный штаб, адъютантско-технический отдел, метеорологическая служба, интендантская служба и штабной персонал), авиация верховного командования, армейская авиация (штаб и разведывательные группы из двух эскадрилий для каждой армии) и вспомогательной авиации.
К этому времени ВВС получали самолётный состав как отечественного производства, так и из-за рубежа.

## Организация к апрелю 1941 года
К 1941 году Югославские королевские ВВС имели 1875 офицеров и 29 527 рядовых, а также более 460 самолётов фронтовой авиации, из которых большинство было современных типов. ВВС имели в своем состав 22 бомбардировочных и 19 истребительных эскадрилий.
Из старых самолётов Breguet Br.19 и Potez 25 были сформированы 7 разведывательных групп 2-х эскадрильного состава, по 1 группе на армию наземных войск. Для нужд Верховного командования были сформированы две отдельные разведывательные группы. Также были сформированы 2 новых истребительных полка, вооруженных немецкими истребителями Messerschmitt Bf.109 и английскими Hawker Hurricane. Из 1-го и 7-го бомбардировочных полков была сформирована 4-я бомбардировочная бригада, а из 1-й бригада в Мостар была отправлена 81-я отдельная бомбардировочная группа.
Из транспортных, легких, медицинских самолётов и самолётов связи начали формировать Вспомогательные ВВС, но к началу войны оно не было завершено. В Панчево, в 1940 году основали Военно-воздушную академию.
Организация ПВО городов, гарнизонов и дорог была завершена в начале 1940 года. Средствами ПВО были обеспечены только войска. Оружие было современное, но его было недостаточно. командование ВВС имело 2 дивизиона ПВО, вооруженных 75-мм орудиями М-37, а каждая армия имела дивизион ПВО оснащенный 75-мм пушками М-37 или 76,5-мм пушками М-36 и группу прожекторов. Каждый дивизион имел пулеметную роту ПВО с 6-ю 15-мм пулеметами М-38 (Чехословацкий ZB-60).

## Техника и вооружение

### Самолёты (апрель 1941 года)
| Наименование             |
| ------------------------ |
| Messerschmitt Bf.109E-3a |
| Hawker Hurricane Mk.I    |
| Hawker Fury Mk.II        |
| Avia BH-33               |
| Икарус ИК-2              |
| Рогожарски ИК-3          |
| Potez 630                |
| Dornier Do 17 K          |
| Bristol Blenheim Mk.I    |
| Bristol Blenheim Mk.I    |
| Savoia-Marchetti SM.79   |
| Caproni Ca.310           |
| Messerschmitt Bf 108     |
| Breguet 19               |
| Potez 25                 |
| Fieseler Fi 156          |
| Bücker Bü 131 Jungmann   |
| Dornier Do 16 Wal        |
| Dornier Do 22            |
| Рогожарски СИМ-XIV-Х     |
| Рогожарски СИМ-XII-Х     |
| Рогожарски СИМ-X         |
| Рогожарски ПВТ           |
| Рогожарски ПВТ-Х         |
| Рогожарски Р-100         |
| Физир ФН                 |
| Физир ФП-2               |
| Avia-Fokker AF.39        |

## Опознавательные знаки

Эмблема Королевских ВВС Югославии в 1918–1929 гг.
Эмблема Королевских ВВС Югославии в 1929–1941 гг.

## Галерея

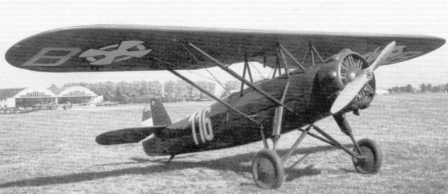
Учебный Истребитель Рогожарски СИМ-X.
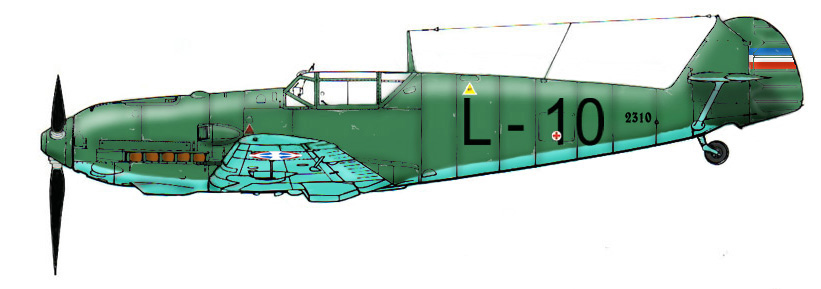
Югославский Messerschmitt Bf 109E-3
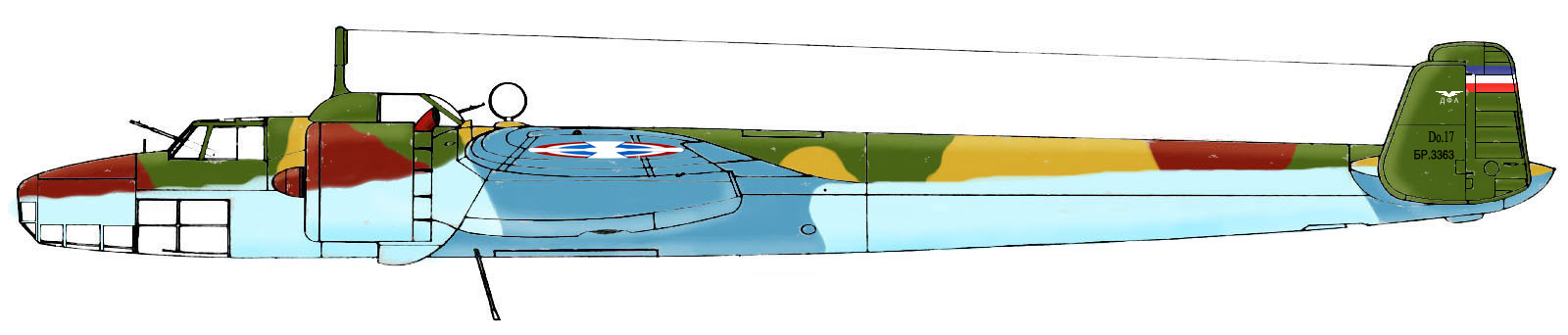
Dornier Do 17K из 3-го бомбардировочного полка, апрель 1941.
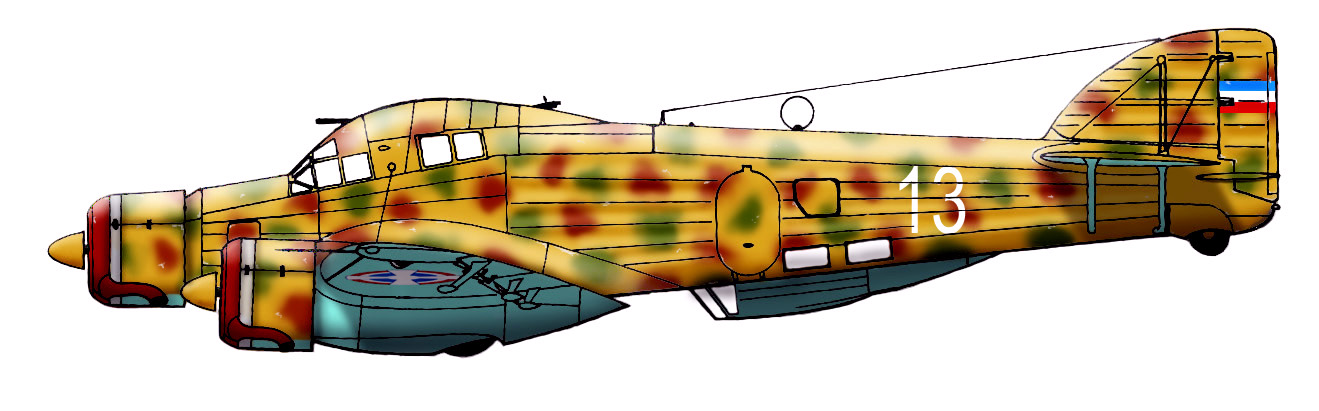
Savoia-Marchetti SM.79.
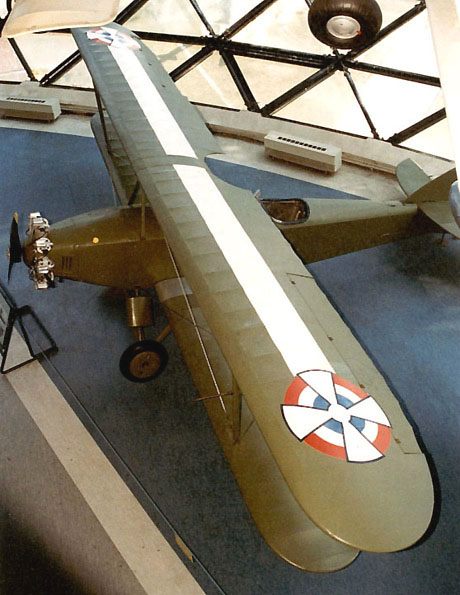
Физир Фн.
Истребитель ИК-2.
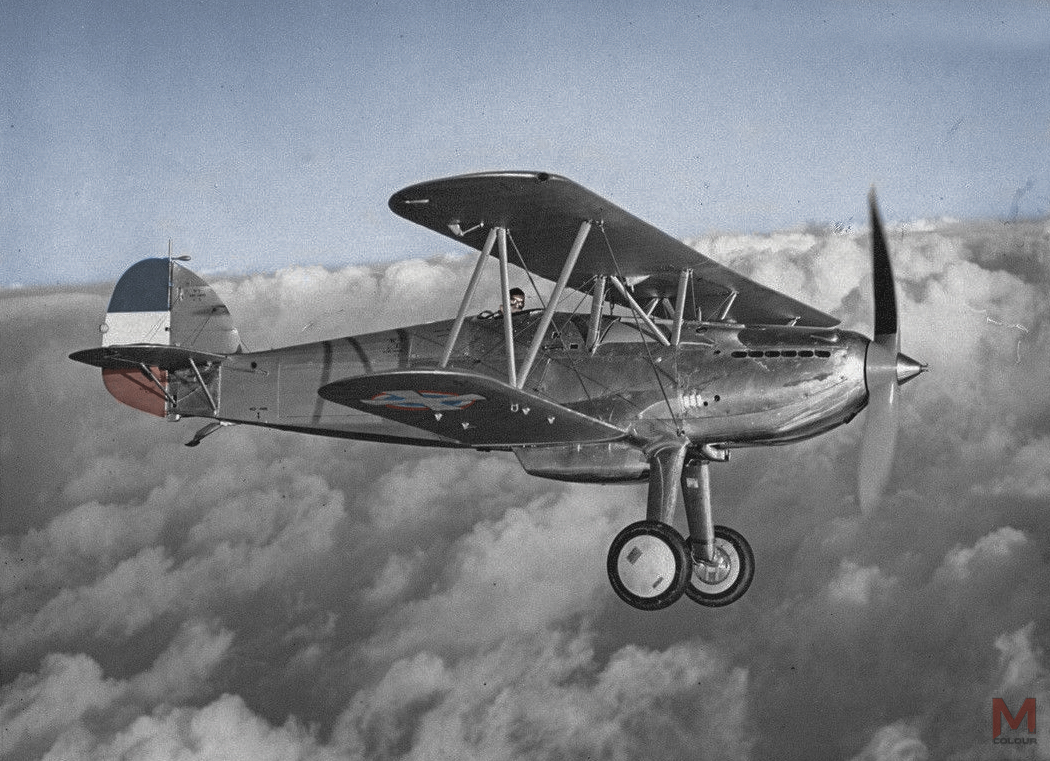
Истребитель Hawker Fury Mk II
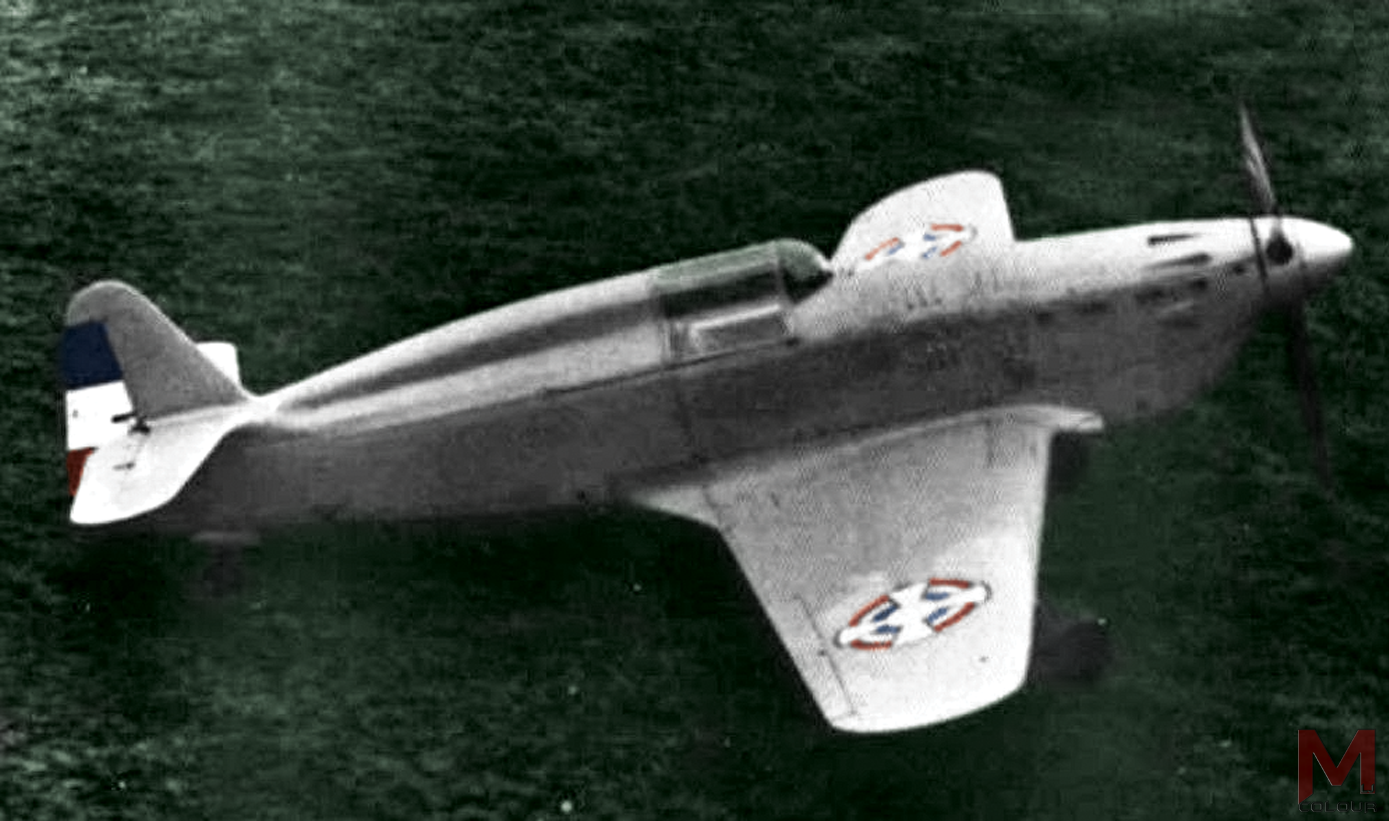
Прототип истребителя ИК-3.
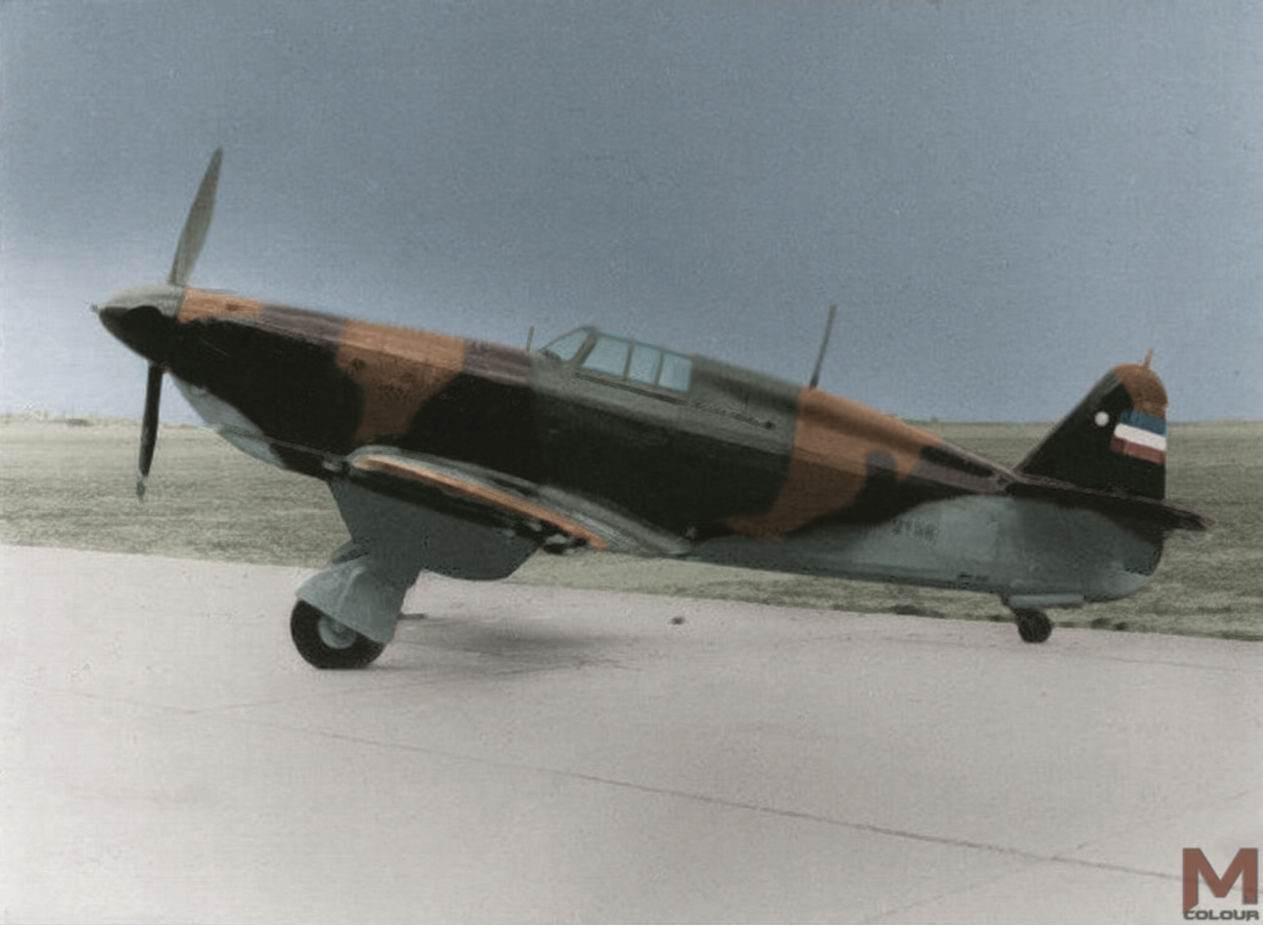
Истребитель ИК-3.
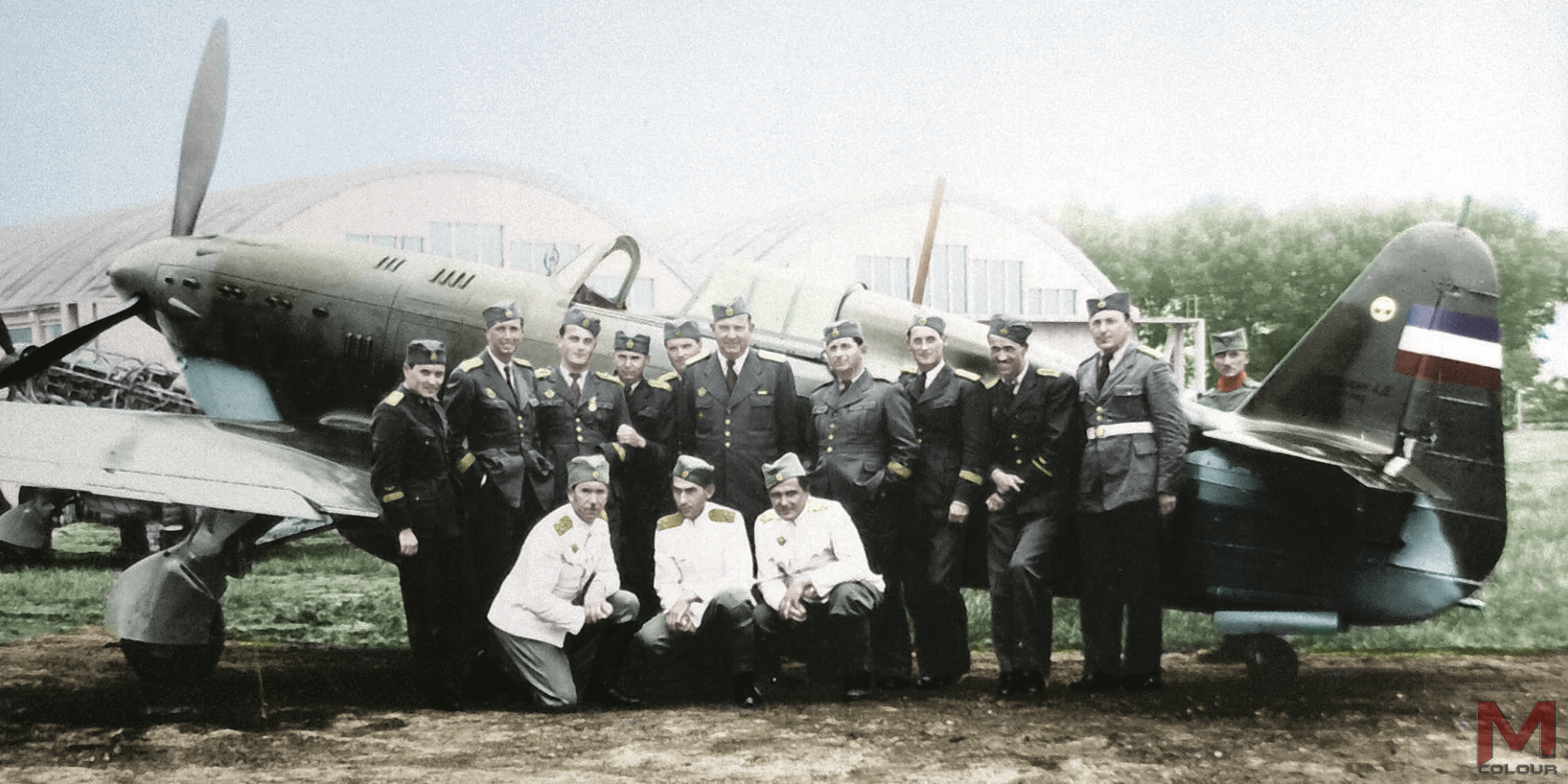
Пилоты 51-й авиагруппы 6-го истребительного полка у самолёта ИК-3.
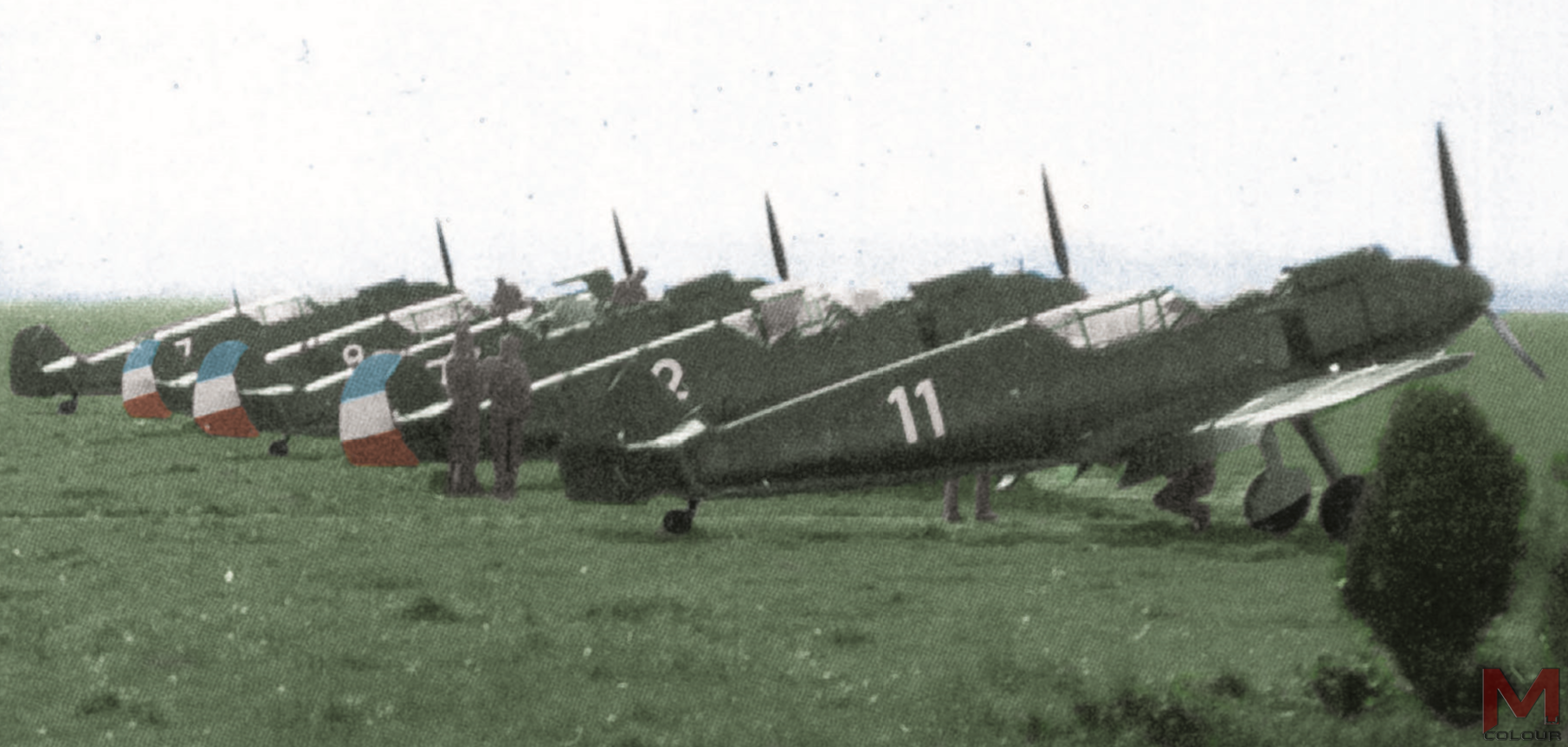
Истребитель Bf-109 E-3.
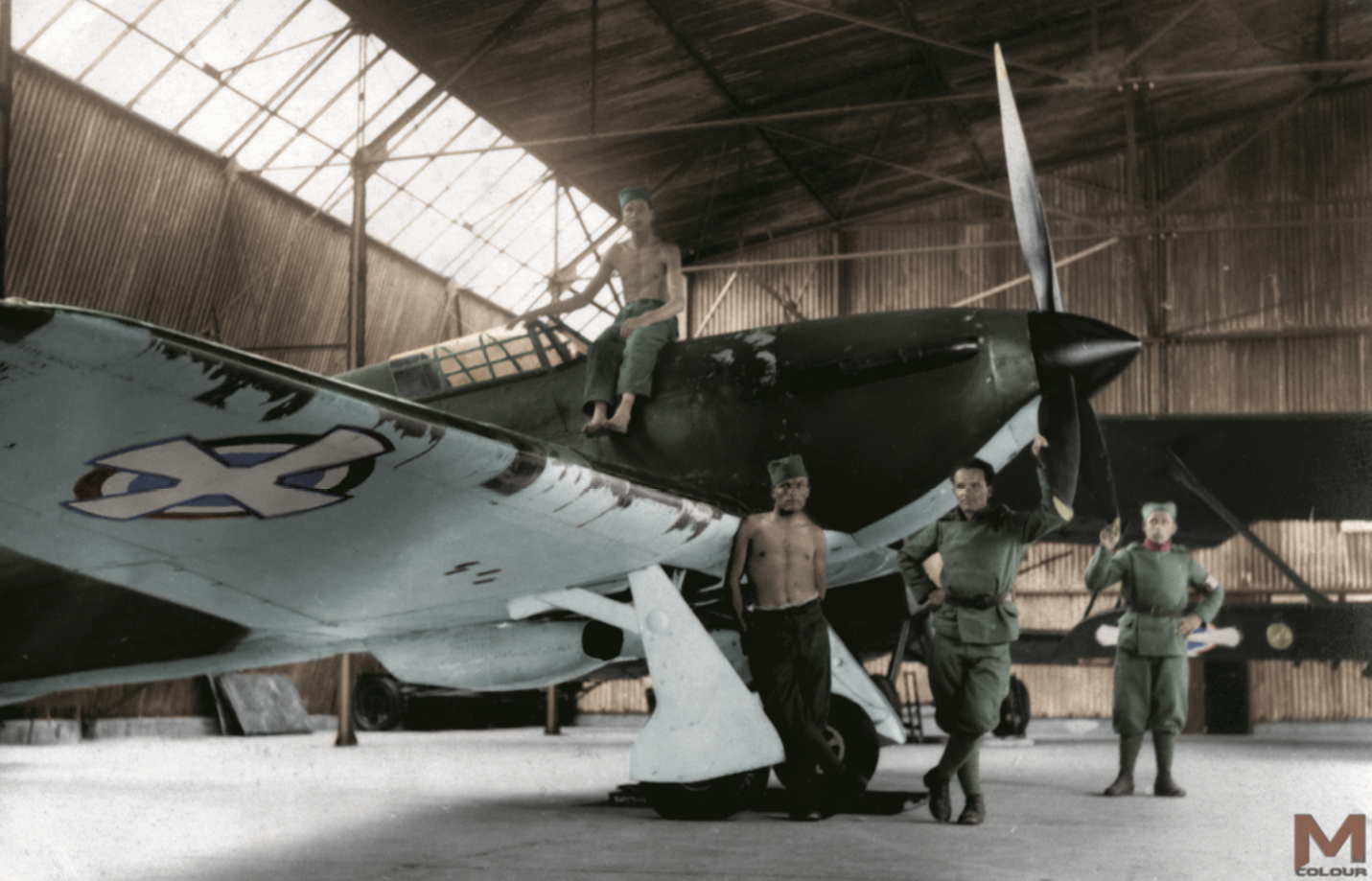
Истребитель Hawker Hurricane.
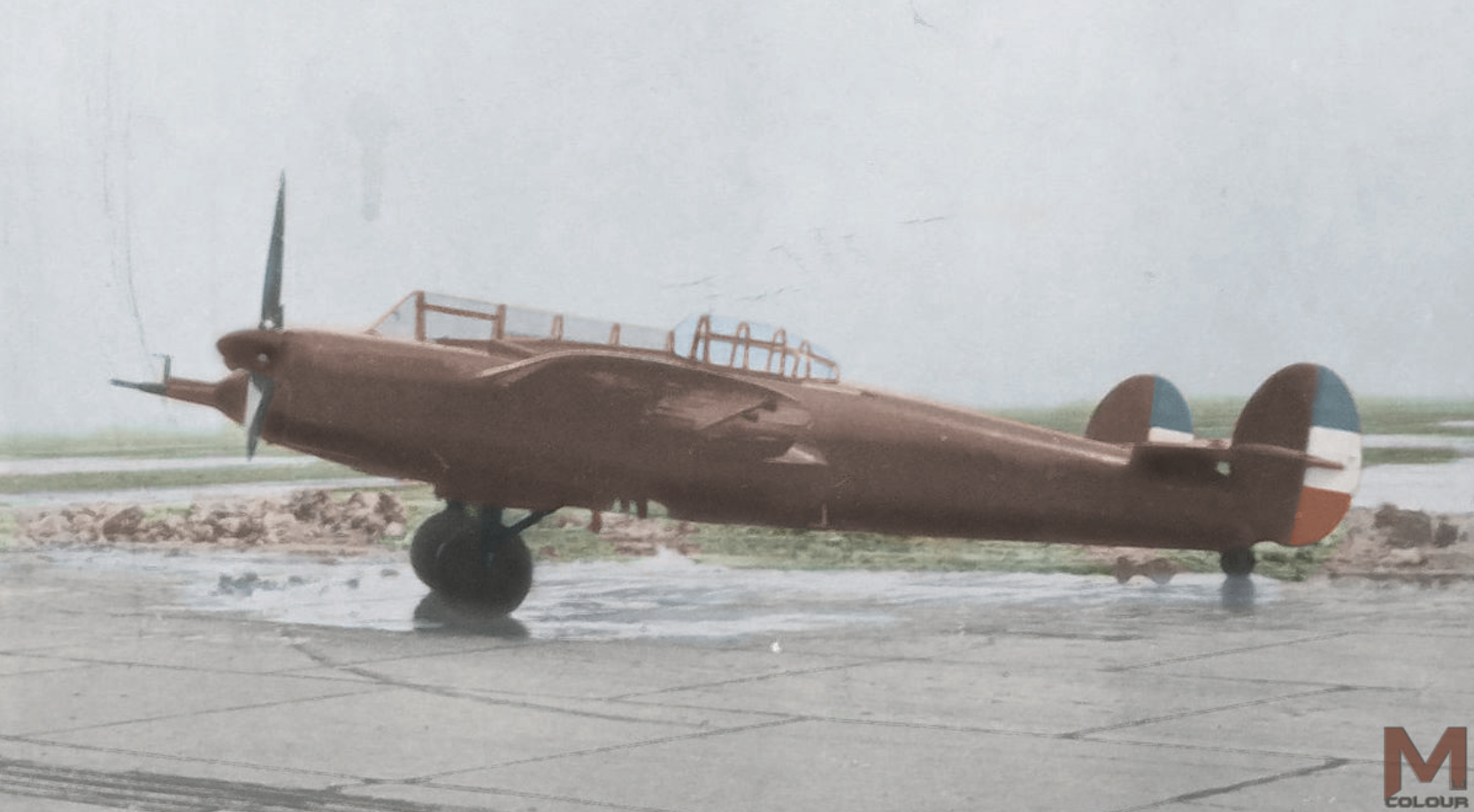
Многоцелевой истребитель P-313.
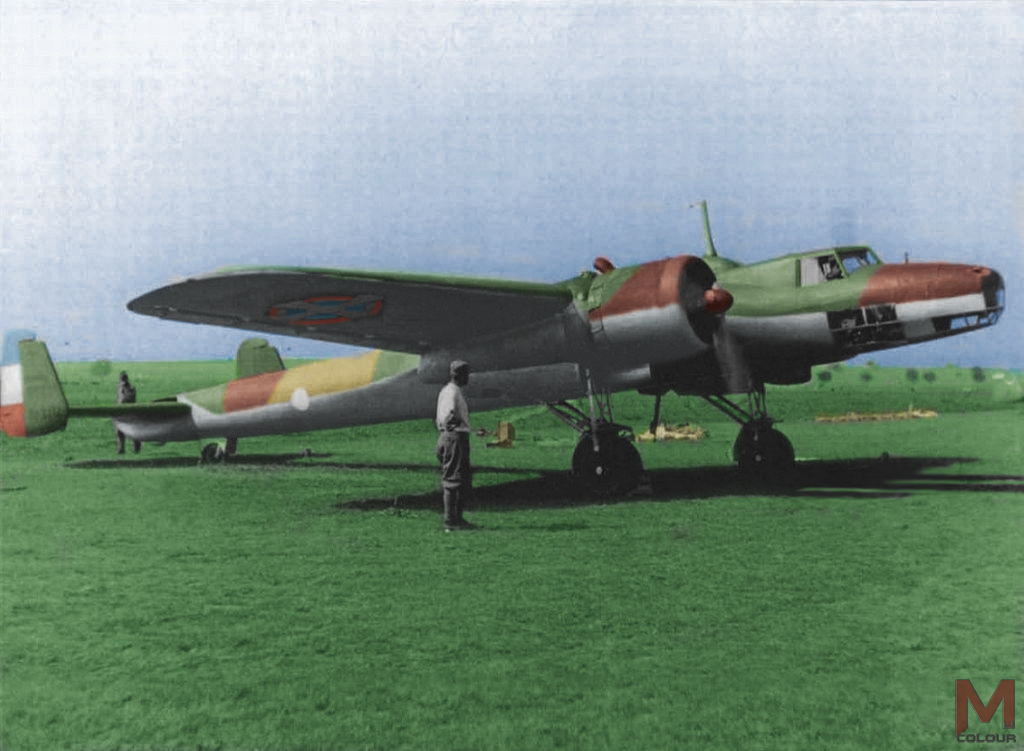
Бомбардировщик Dornier Do-17K.